# Polyphylla concurrens
Polyphylla concurrens är en skalbaggsart som beskrevs av Thomas Casey 1889. Polyphylla concurrens ingår i släktet Polyphylla och familjen Melolonthidae. Inga underarter finns listade i Catalogue of Life.